# Branchinella madurai
Branchinella madurai är en kräftdjursart som beskrevs av Raj 1951. Branchinella madurai ingår i släktet Branchinella och familjen Thamnocephalidae. Inga underarter finns listade.